# Nurty Renu (poemat)

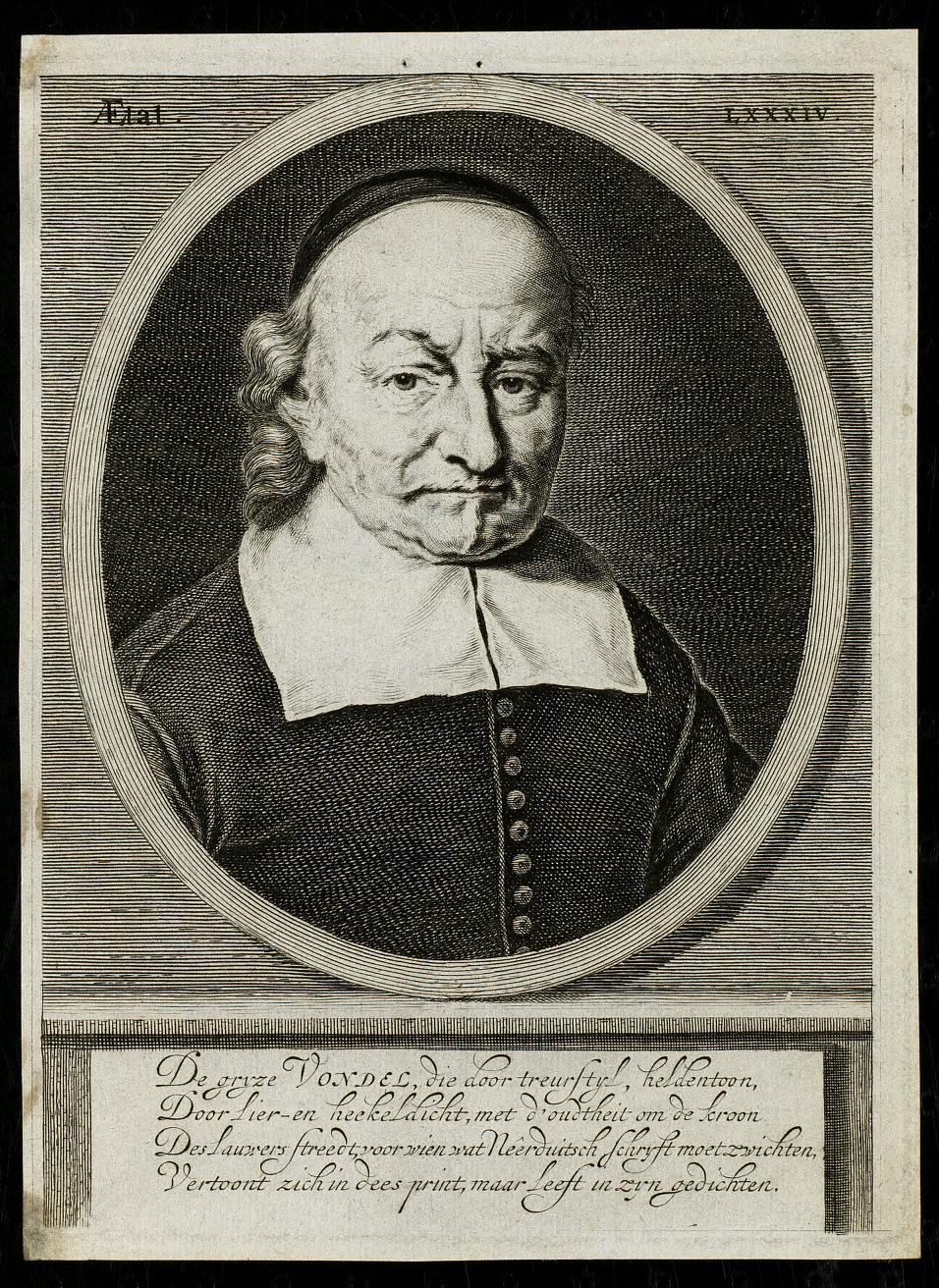
Joost van den Vondel

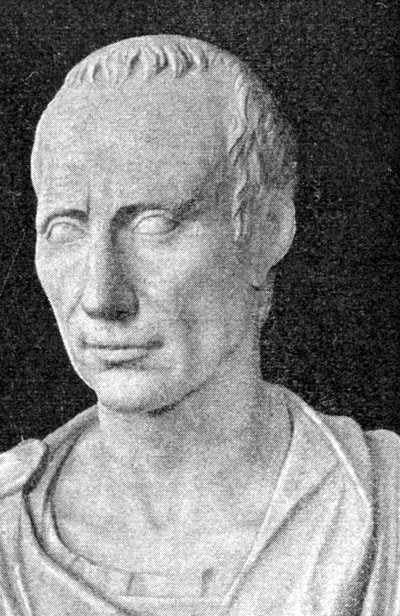
Juliusz Cezar

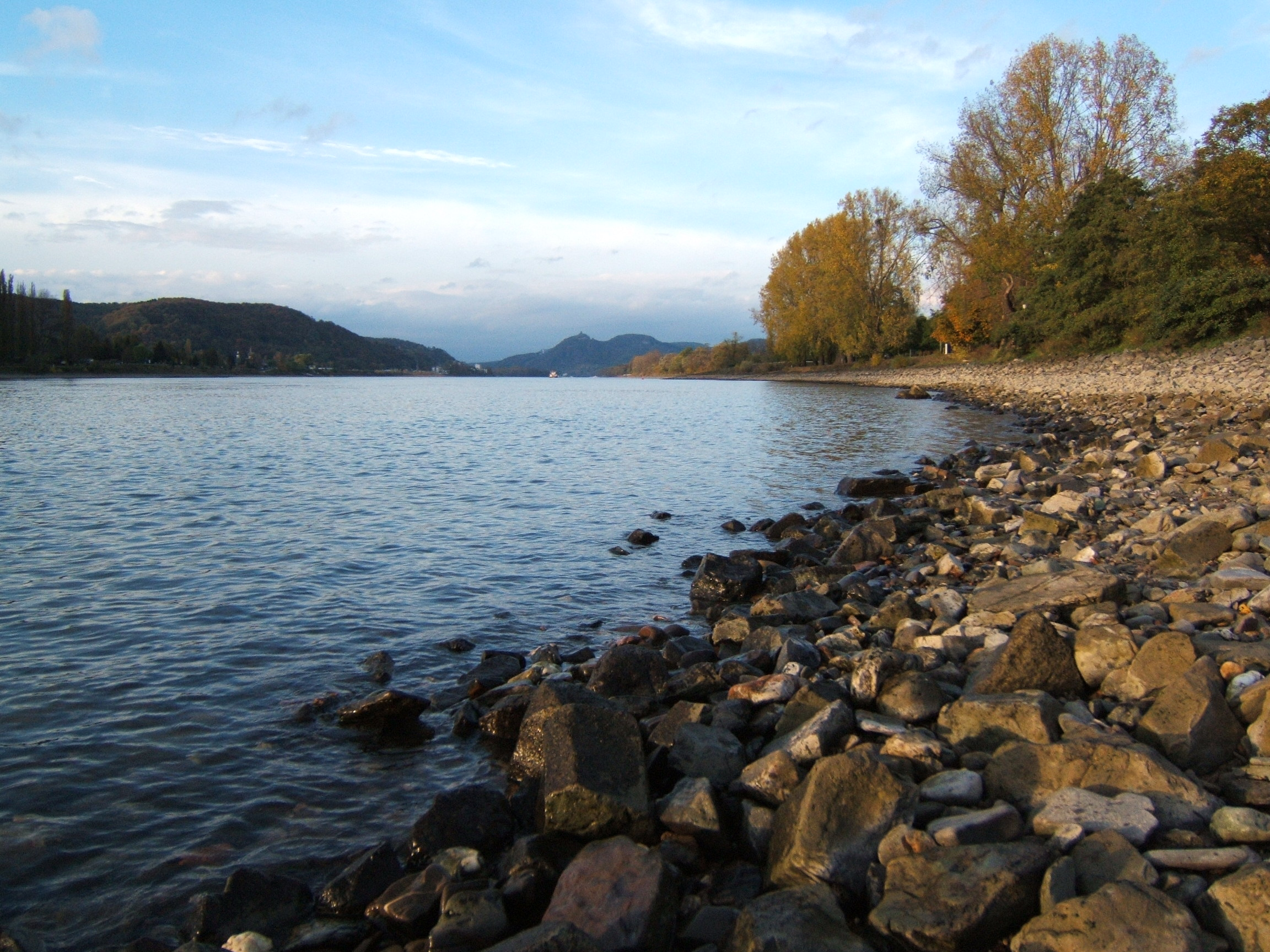
Ren

Nurty Renu (nl.De Rijnstroom) – poemat holenderskiego poety Joosta van den Vondela (1587-1679). Utwór powstał prawdopodobnie w 1629. Został napisany strofą dziesięciowersową rymowaną ababcdcdee. Liczy osiemnaście zwrotek. 

Gij naamt het juk van Kristus aan,
Men hoorde uw vrolijke oevers schateren,
En scheent de heilige Jordaan
Te tarten met gedoopte wateren.
Het Kristen kruis viel uwen rug
Zoo zwaar niet, als weleer te dragen
Den last van Cesars legerbrug,
En Drusus, dien dede klagen
Om vijftig sloten zwaar van steen,
Gebouwd langs uwe kanten heen.

## Przekład
Fragment poematu (sześć strof) przełożył na język polski Wł. Trąpczyński. Jego tłumaczenie ukazało się w antologii Piotra Chmielowskiego i Edwarda Grabowskiego Obraz literatury powszechnej.

Radości wtedy brzmiały pieśni wkoło,
Gdy odbierały wody twe chrzest święty
A nawet Jordan chyli swoje czoło,
Gdy pod Chrystusa jarzmem stałeś zgięty.
Lecz nie tak twardy był krzyż Chrystusowy,
Jako ten ciężar, któryś wtedy dźwigał,
Gdy wielki Cezar swój zastęp bojowy
Rzucił na ciebie, wszędy śmiercią ścigał.
Pięćdziesiąt zamków, co Druzus budował,
Twój brzeg pochwycił, twój piasek pochował.